# Мотавкин, Павел Александрович
Павел Александрович Мотавкин (28 июля 1922, Дорское, Ярославская губерния — 27 мая 2015, Владивосток) — гистолог, доктор медицинских наук, профессор; заслуженный деятель науки РСФСР, один из основателей Владивостокского медицинского института, Почётный гражданин Владивостока (1994)

## Биография
Павел Александрович Мотавкин родился 28 июля 1922 года в селе Дорское Любимского уезда Ярославской губернии в крестьянской семье. Семья была небольшая, детей воспитывали в патриархальных традициях русского крестьянства, у каждого в семье были свои строгие обязанности.
В 1941 г. окончил среднюю школу № 44. Ярославль, 1941 г.
 в 1942 г. — Ленинградское военно-медицинское училище. Ленинград — Омск, 1942 г.
- Командир санвзвода 3-го стрелкового батальона, 599-го стрелкового полка, 145-й стрелковой дивизии: Калининский — 1-й Прибалтийский — 2-й Белорусский фронт, 1942—1945 гг.
- Командир санроты 63-го гвардейского стрелкового полка, 23-й гвардейской стрелковой дивизии, группа оккупационных войск. Германия, 1945—1947 гг.
- Студент Ярославского медицинского института. Окончил с отличием. (1947—1952)
- Аспирант кафедры гистологии Ярославского медицинского института. (1952—1955)
- Защитил кандидатскую диссертацию «Гистологические изменения элементов спинно-мозговых узлов при повреждении седалищного нерва». Иваново, 1956 г.
- Заведующий кафедрой физиологии ДВГУ. Владивосток, 1957—1958 гг.
- Заведующий кафедрой общей биологии Владивостокского медицинского института. Владивосток, 1958—1960 гг.
- Проректор по учебной и научной работе Владивостокского медицинского института. (1958—1965)
- Заведующий кафедрой гистологии Владивостокского государственного медицинского института/Владивостокского государственного медицинского университета. Владивосток, 1960—2011 гг.
- Защитил докторскую диссертацию «Иннервация кровеносных сосудов спинного мозга». Москва, 1964 г.
- Руководитель группы, лабораторий, отдела института биологии моря ДВО АН СССР, РАН, 1966—1988.

Профессиональную деятельность в Приморском крае П. А. Мотавкин начал в 1957 году в Дальневосточном государственном университете, а в 1958 перешел во вновь организованный медицинский институт. Он стоял у истоков вуза, был одним из первых преподавателей и первым проректором института. Павел Александрович — создатель кафедры гистологии.
В сентябре 1958 г. занимал должность проректора по учебной и научной работе, организовывал лабораторию по изготовлению учебных препаратов и изучению импрегнационных методов. С 1962 года под его руководством активизировалась научная деятельность института. В 1962—1963 гг. под редакцией Мотавкина вышли первые сборники научных трудов преподавателей медицинского института. В ведущих журналах страны были напечатаны работы представителей научной школы Мотавкина.
В 1964 г. при Президиуме АМН СССР защитил первую в институте докторскую диссертацию «Иннервация кровеносных сосудов спинного мозга».
В 1966 г. при кафедре, возглавляемой Мотавкиным, открылась аспирантура, с 1995 г. — и докторантура.
В 1970-х годах участвовал в организации и становлении Института биологии моря АН СССР, где возглавлял лабораторию гаметогенеза (1966—1988). Одновременно руководитель группы, лаборатории гаметогенеза, отдела цитологии и физиологии (1976—1988), с 1988 г. — главный научный сотрудник института Биологии моря Дальневосточного отделения (АН СССР) РАН. Труды сотрудников кафедры и лабораторий, под руководством Павла Александровича, получили широкую международную известность, сотрудничали с более 120-ю лабораториями мира (США, Германии, Франции, Италии, Испании, Англии, Японии и др.).
В 1984 г. учебное пособие «Введение в нейробиологию» получило престижную премию Президиума АМН ССР, а монография «Гистофизиология сосудистых механизмов мозгового кровообращения» удостоена премии Б. И. Лаврентьева.
В 1991 г. под председательством П. А. Мотавкина открылся докторский диссертационный совет, в котором защищено более 140 научных исследований и разработок.

## Область научных интересов
Управление мозговой гемодинамикой — интимальной и нейро-эндокринный механизмы регуляции; Интраспинальный орган в каскадной железисто-эндокринной системе мозга; Нейротрансмиттерные системы мозга человека; Нитрооксидергический механизм регуляции висцеральных систем; Нейроэндокринная регуляция репродуктивной системы морских беспозвоночных и методы управления половыми циклами.

## Научные достижения
Доктор медицинских наук, профессор, член-корреспондент РАЕН (1991)

Заслуженный деятель науки РСФСР (1975)

Главный научный сотрудник института Биологии моря Дальневосточного отделения (АН СССР) РАН

Лауреат премии им. Б. И. Лаврентьева

Действительный член International Brain Research Organization (IBRO-1997)

Действительный член International Society Neuropathology (INS-1994)

Действительный член Pacific International Medical Academy (2000)

За выдающиеся заслуги перед гистологией избран почётным членом Всесоюзного общества АГЭ (1986), Всероссийского общества АГЭ (1982), Российского общества нейроморфологов (2003)

8 авторских свидетельств и 6  патентов: Заявка на предполагаемое изобретение № 2003110840/15(011453) «Способ определения длительности заболеваний детей хроническим обструктивным пиелонефритом». ВГМУ. Авторы: Мотавкин П. А., Лучанинова В. Н., Агапов Е. Г. и др.; Патент № 2238709[когда?] на изобретение «Способ субсклерального введения лекарственных препаратов». ВГМУ. (72) Автор(ы):
Рева Г. В. (RU),
Догадова Л. П. (RU),
Матвеева Н. Ю. (RU),
Матвеев А. Г. (RU),
Шварева Н. И. (RU),
Николаенко Г. А. (RU) (смотри страницу обсуждения)

## Награды
• За военную службу награждён медалью «За боевые заслуги» (1942), орденом Красной Звезды (1944), орденом Отечественной войны I степени (1945), медалью «За победу над Германией» (1946), медалью Жукова (1993) и 14 юбилейными медалями.

• Почётная грамота Дальневосточного научного центра АН СССР за успехи в развитии науки на Дальнем Востоке, 1974 г.

• Награждён орденом «Знак Почёта» (1967), орденом Трудового Красного Знамени (1986), медалью «Ветеран труда» (1996)

• Награждён медалью «100 лет со дня рождения В. И. Ленина», 1970 г.

• Присвоено звание «Заслуженный деятель науки РСФСР», 1975 г.

• Диплом президиума АМН именной премии им. Б. И. Лаврентьева за монографию «Гистофизиология сосудистых механизмов мозгового кровообращения», 1980 г.

• «Отличник здравоохранения», 1980 г.

• Почётная грамота Центрального комитета КПСС за организацию и руководство философских семинаров, 1982 г.

• Почётный член Всероссийского научного общества анатомов, гистологов, эмбриологов. Избран в 1982 г. в знак признания выдающихся заслуг в области морфологии.

• Почётный член Всесоюзного научного общества анатомов, гистологов, эмбриологов. Избран в знак признания выдающихся заслуг перед морфологией, 1986 г.

• Почетный гражданин Владивостока, 1994 г.

• Член-корреспондент Славянской академии науки, искусства и культуры. Диплом УВД-6, 1994 г.

• Член International Society of Neuropathology, 1996.

• Член International Brain Research Organization, 1997.

• Благодарность губернатора Приморского края в ознаменование 60-летия Приморья, 1998 г.

• Действительный член Тихоокеанской медицинской академии. Диплом А-003В, 1998 г.

• Награждён премией губернатора Приморского края за высокое профессиональное мастерство, 1998 г.

• Лауреат конкурса Российского фонда фундаментальных исследований, 2001 г.

• Действительный член Академии естественных наук. Диплом 364/СБ. 2002 г.

• Награждён медалями «В память 145-летия Владивостока» (2005), «За вклад в развитие города» (2007), памятным знаком «150 лет Владивостоку», (2010).

• Благодарность Законодательного собрания Приморского края за большой вклад в развитие здравоохранения Приморского края, активную жизненную позицию, 2007 г.

• Почётная грамота ДВ РАН за выдающиеся исследования в области нейроморфологии и биологии развития, 2007 г.

• Почётный профессор Ярославской медицинской академии, 2007 г.

• Почётная грамота Министерства здравоохранения Российской Федерации за плодотворную научно-педагогическую деятельность, 2008 г.

• Награждён юбилейной медалью «За большие заслуги в морфологии», 2009 г.

## Научная школа
Подготовил 26 докторов наук и 91 кандидата наук. Один из основателей Владивостокского медицинского института, в котором создал научную и педагогическую школу, «взрастившую» несколько поколений известных ученых, среди которых врачи, биологи, инженеры-радиотехники, физики и математики, а также уважаемые педагогов и общественные деятели. Совместно с учениками и стажерами (на кафедре специализировались сотрудники польской Академии наук и других зарубежных научных организаций) исследовал онтогенез и ультраструктуру мозговых капилляров, их количество в ядерных образованиях и слоях новой коры, циркадные ритмы, регуляцию медиаторами и пептидами, установил синтез ацетилхолина и энкефалина, прямое и обратное взаимодействие между капилляром и нейроном в реализации трофической функции.